# Ходжсон, Джордж
Джордж Ритчи Ходжсон (англ. George Ritchie Hodgson, 12 октября 1893 — 1 мая 1983) — канадский пловец, олимпийский чемпион.
Родился в Монреале. В 1910—1912 годах становился чемпионом Канады, в 1911 году на Фестивале Империи в Лондоне, посвящённом коронации Георга V, стал чемпионом на дистанции 1 миля вольным стилем. В 1912 году на Олимпийских играх в Стокгольме Джордж Ходжсон стал чемпионом на дистанциях 400 м вольным стилем и 1500 м вольным стилем.
После Олимпиады поступил в Университет Макгилла, и в 1916 году получил степень бакалавра. По окончании университета вступил в Royal Naval Air Service и принял участие в Первой мировой войне, был награждён Крестом ВВС.
После войны стал брокером.
В 1968 году был включён в Международный зал славы плавания.